# Comtat de Lovaina
El comtat de Lovaina fou una jurisdicció feudal del Sacre Imperi Romanogermànic centrada a la població de Lovaina a la part occidental del país d'Haspengouw (llatí Hasbania) del que formava part a la meitat del segle ix.

## Història
Fou llavors, a la segona meitat del segle ix, quan es van produir algunes incursions dels normands o vikings pel territori de la moderna Bèlgica, remuntant els rius en vaixells; els normands establien un campament i sortien a cavall a saquejar la regió a l'entorn; com que no eren cristians incendiaven les esglésies i mataven als monjos.
El 870 el comtat d'Hesbaye apareix dividit en quatre comtats, i un segurament era Lovaina. El 2 de febrer del 884 el rei Carloman II de França va oferir vint mil lliures als vikings a canvi de sortir del seu regne i una bona part es va dirigir a Lovaina, una posició esmentada per primer cop llavors com a fortalesa de Lovanium, al regne de Lotaríngia (unit a Germània del 880 al 895), on van establir el seu campament. El 12 de desembre va morir el rei Carloman en un accident de cacera i els normands es van considerar deslliurats del seu compromís i van reprendre els atacs a França; quaranta mil normands es van dirigir a París on van arribar el novembre del 886; després d'uns mesos de setge el rei Carles III el Gras va comprar la seva retirada per set-centes lliures; llavors van retornar a Lovaina i van continuar devastant la regió. El rei alemany Arnulf de Caríntia va reunir un exèrcit per atacar-los però els vikings assabentats el van atacar per sorpresa i el van derrotar; llavors Arnulf va reunir una força més nombrosa i va atacar Lovaina l'1 de setembre del 891. Segons les fonts (sens dubte exagerades) cent mil normands van morir; però el 892 els normands tornaven a estar a Lovaina, fins que una epidèmia de pesta els va obligar a marxar cap Anglaterra i Normandia.
El comtat de Lovaina hauria rebut llavors un comte. Les seves fronteres devien ser similars al modern Hageland, entre Aarschot, Lovaina, Tirlemont i Diest, amb el Dèmer al nord, el Dijle a l'oest, i el Velp al sud i est. La capital Lovaina tenia un castell en un braç del Dijyle, però després la residència comtal es va traslladar a un quilòmetre més avall on avui dia hi ha l'església de Nostra Senyora dels Dominicans.
El primer comte de Lovaina conegut fou Lambert I el Barbut (fill de Renyer III d'Hainaut) que va rebre el comtat de l'emperador probablement vers 888 i s'hi va poder instal·lar el 893. Es va casar amb Gerberga, filla del duc de Baixa Lotaríngia va aconseguir el comtat de Brussel·les que la seva dona li va aportar com a dot. El 1013 va annexionar el comtat de Bruningerode, situat a l'entorn de Tongre.
Després de la mort d'Hermann II, comte palatí de Lotaríngia (20 de setembre de 1085), Enric III de Lovaina va rebre el landgraviat de Brabant (feu imperial entre el Dendre i el Senne). El 1106, l'emperador del Sacre Imperi Romanogermànic, Enric V, donava el ducat de Baixa Lotaríngia en feu al comte de Lovaina, Godofreu I el Barbut i esdevenia al mateix temps marques d'Anvers, un territori fronterer poc poblat però extens (similar a la moderna província d'Anvers) que quasi va duplicar el territori dels ducs.
El 1183, l'emperador va erigir el landgraviat de Brabant en ducat de Brabant en favor d'Enric I de Brabant. En el curs del segle XIII el nom de ducat de Brabant es va estendre a tots els territoris governats pels ducs és a dir al comtat de Lovaina i el seu annex de Brussel·les i el marquesat d'Anvers com a principals.

### Llista de comtes de Lovaina i de Brussel·les
vers 953-973: Werner, comte de Zulpich i de Lovaina 
973-974: Renyer per conquesta
974-988: Godofreu I de Verdun per conquesta enviat per l'emperador
988-1015: Lambert I, (950 † 1015), fill de Renyer III, comte d'Hainaut, comte de Lovaina, va rebre en dot la regió de Brussel·les amb títol comtal com a dot de la seva dona el 994.
casat el 994 amb Gerberga, filla de Carles, duc de Baixa Lotaríngia
1015-1038: Enric I de Lovaina, († 1038), fill
1038-1040: Otó de Lovaina, mort abans del 3 de juny 1041, fill.
1040-1054: Lambert II de Lovaina († 1054), oncle (fill de Lambert I).
casat amb Oda de Verdun (vers 995 † després de 1047), filla de Goteló I, duc de Baixa Lotaríngia i Duvat d'Alta Lotaríngia
1054-1079: Enric II de Lovaina (1020 † 1079), fill
casat amb Adela (d'origen desconegut).
1079-1095: Enric III de Lovaina († 1095), fill i landgravi de Brabant el 1085.
casat amb Gertruda de Flandes (1080 † 1117), filla de Robert I el Frisó, comte de Flandes i de Gertruda de Saxònia.

### Landgravis de Brabant, comtes de Lovaina i Brussel·les
1095-1139: Godofreu I el Barbut, germà, landgravi de Brabant, comte de Lovaina i de Brussel·les i duc de Baixa Lotaríngia de 1106 a 1125.
casat el 1099 amb Ida de Chiny (1078 † 1117), filla d'Otó II, comte de Chiny i d'Adelaida de Namur
en segones noces vers 1120 amb Clemència de Borgonya († 1133), filla de Guillem I, comte de Borgonya i d'Esteveneta.

comtes de Lovaina

Nota: després de Godofreu I el títol de comte de Brussel·les no torna a aparèixer en el protocol diplomàtic (darrera aparició el 1138).

### Landgravis de Brabant, comtes de Lovaina
1139-1142: Godofreu II de Lovaina (1107 † 1142), fill, duc de Baixa Lotaríngia de 1140 a 1142.
casat vers 1139 a Lutgarda de Sulzbach (1109 † 1163), filla de Berengari II, comte de Sulzbach i senyor de Bamberg, i d'Adelaida de Lechsgemünd
1143-1190: Godofreu III de Lovaina (1140 † 1190), fill, duc de Baixa Lotaríngia de 1142 à 1190.
casat en primeres noces el 1155 amb Margarida de Limburg (1135 † 1172), fille d'Enric II, comte de Limburg, i de Matilde de Saffenberg,
casat en segones noces el 1180 a Imagina de Loon († 1214), filla de Lluís I, comte de Loon i d'Agnès de Metz.

## Ducs de Brabant i de Baixa Lorena

ducs de Brabant

1183-1235: Enric I (1165 † 1235), fill, nomenat comte de Brussel·les el 1179 pel seu pare, i duc de Brabant per l'emperador el 1183; comte de Lovaina i duc de Baixa Lotaríngia el 1190.
casat em primeres noces el 1179 amb Matilde de Boulogne (1170 † 1210), fille de Mateu d'Alsàcia i de Maria de Blois, comte i comtessa de Boulogne,
casat en segones noces el 1213 amb Maria de França (1198 † 1224), filla de Felip II August, rei de França, i d'Agnès de Merània.